# Prickig tigerspinnare
Prickig tigerspinnare eller allmän tigerspinnare (Spilosoma lubricipedum) är en vit spinnare inom fjärilsfamiljen björnspinnare. Inga underarter finns listade i Catalogue of Life.

## Etymologi
Släktnamnet Spilosoma är ett grekiskt lånord bildat av orden spile/spilos (fläck) och soma (kropp). Namnet syftar på den prickiga eller fläckiga bakkroppen. Artnamnet lubricipedum är ett sammansatt ord av de latinska orden lubricus (smidig) och pes (fot), och syftar på larvens förmåga att krypa snabbt.

## Kännetecken
Den prickiga tigerspinnaren har en ljus gräddvit mellankropp och en livligt gul bakkropp med tydliga svarta punktrader på rygg och sidor. Framvingarna är gräddvita med ytsrödda, distinkta, svarta fläckar. Bakvingarna har samma vita färg och har alltid minst en fläck nära diskfältet.
Honan är något större än hanen. Hon har en vingspann på 35–44,5 mm, och hanen har en på 33–42 mm. Båda könen har svartgrå antenner, men hanens antenner har en kamtandning medan honans antenner har en sågtandning.

## Levnadssätt
Prickig tigerspinnare förekommer på torra till fuktiga, öppna gräsmarker, i löv- och blandskogar, skogsbryn, på hyggen, hedar och även i liten utsträckning i parker och trädgårdar. Arten är nattaktiv och flyger från skymningen ända till midnatt. Den flyger rakt någon meter ovanför markytan och lockas lätt till ljus som används vid insektssamling.
Fåglar och andra rovdjur lämnar oftast tigerspinnaren  ifred, eftersom dess bakkropp innehåller gifter som acetylkolin och olika histaminer. Blir den anfallen fäller den upp vingarna så att bakkroppen syns, släpper sig ner till marken och leker död.
Fjärilen flyger i en utdragen generation, i söder från slutet av april till slutet av juli, längre norrut inträffar flygperioden mellan början av juni och slutet av juli. Under varma somrar kan en partiell andra generation från slutet av augusti till mitten av september förekomma.
Honan lägger upp till 400 ägg i stora äggsamlingar på värdväxternas undersidor. Honan dör strax efter äggläggningen, och äggen kläcks efter cirka två veckor. I Norden har larven påtraffats på groblad, svartkämpar, vide, trampört, skräppor, brännässla, hallon, maskros, fibblor, foderärt, harris, blålusern, rödklöver, stormåra, blåbär, odon, blodnäva, sallat och olika gräs. Larverna äter främst under natten och vilar dagtid.

## Utbredning
Arten påträffas i stora delar av Europa och Asien.

## Bildgalleri

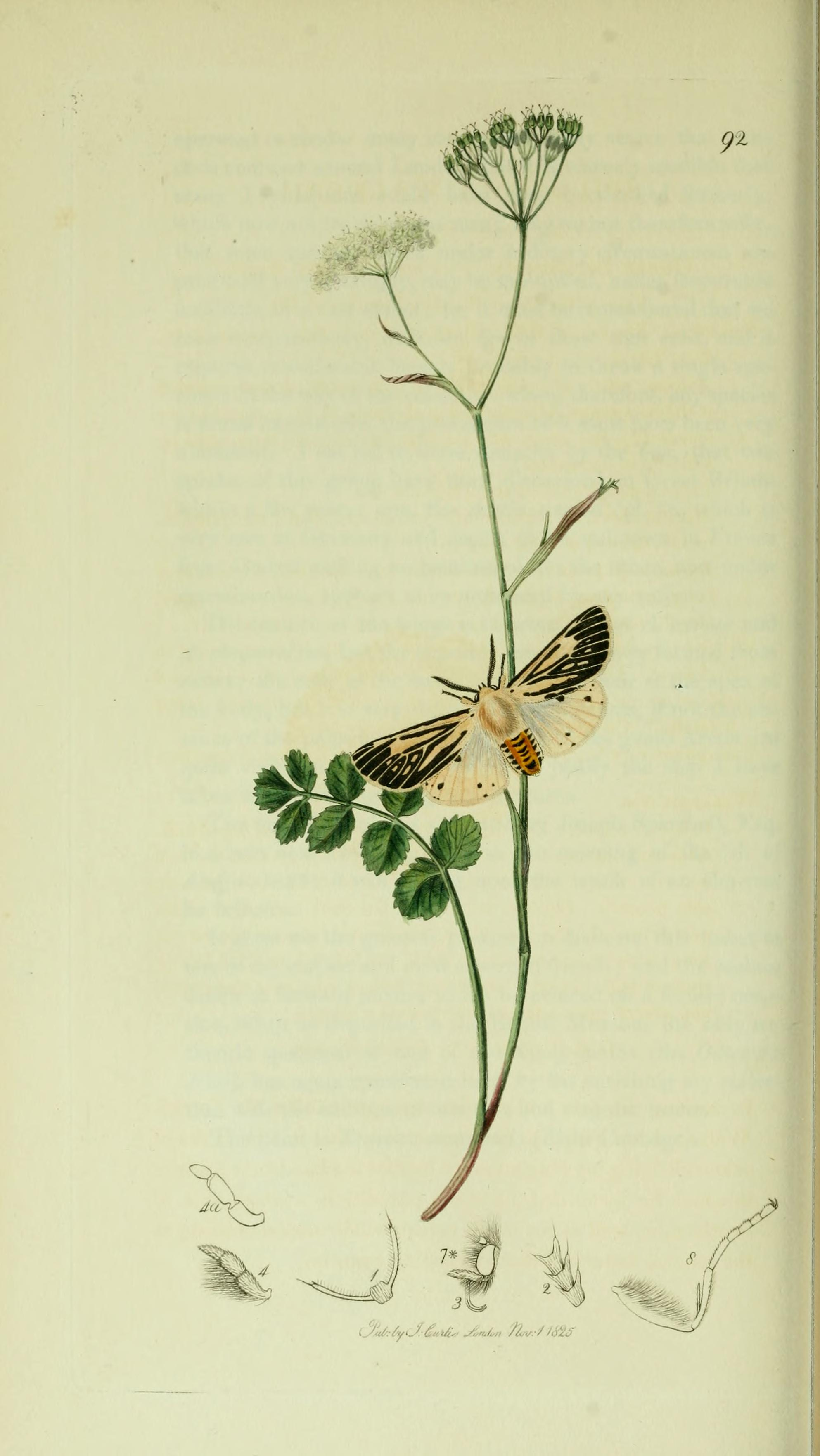
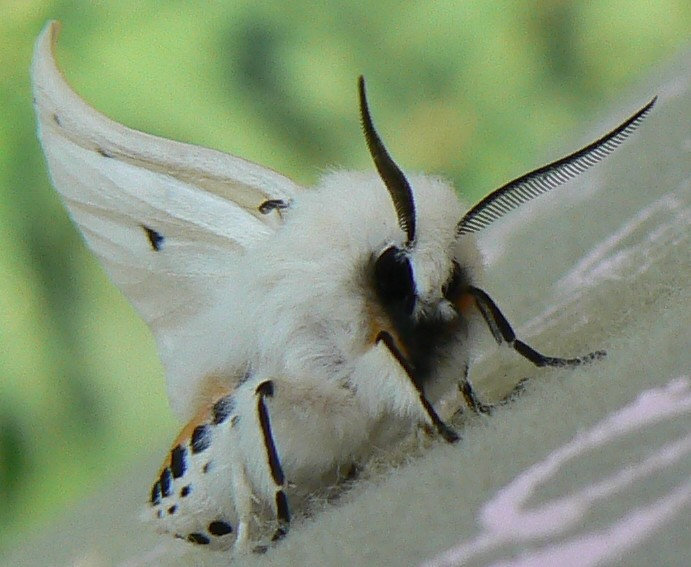
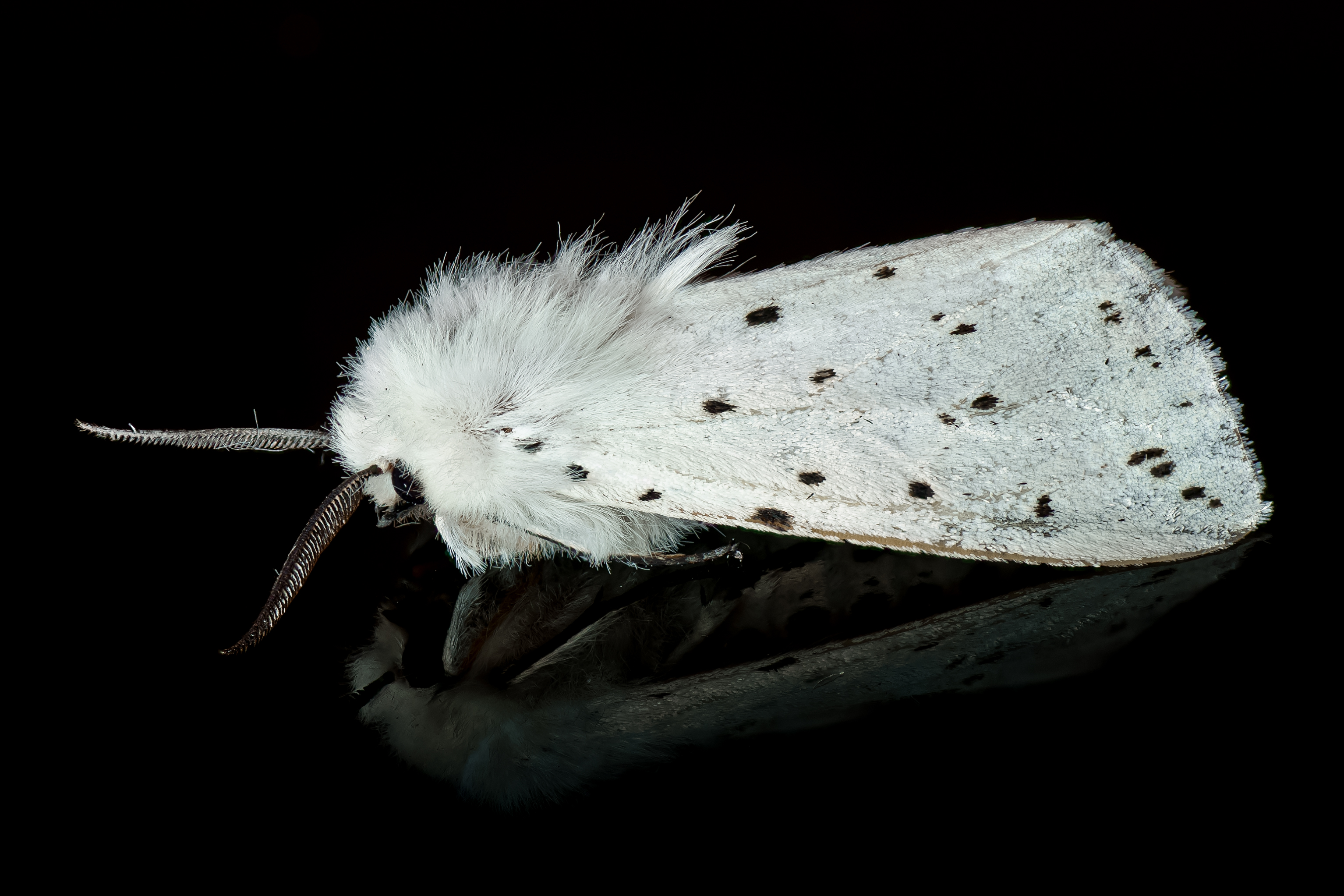
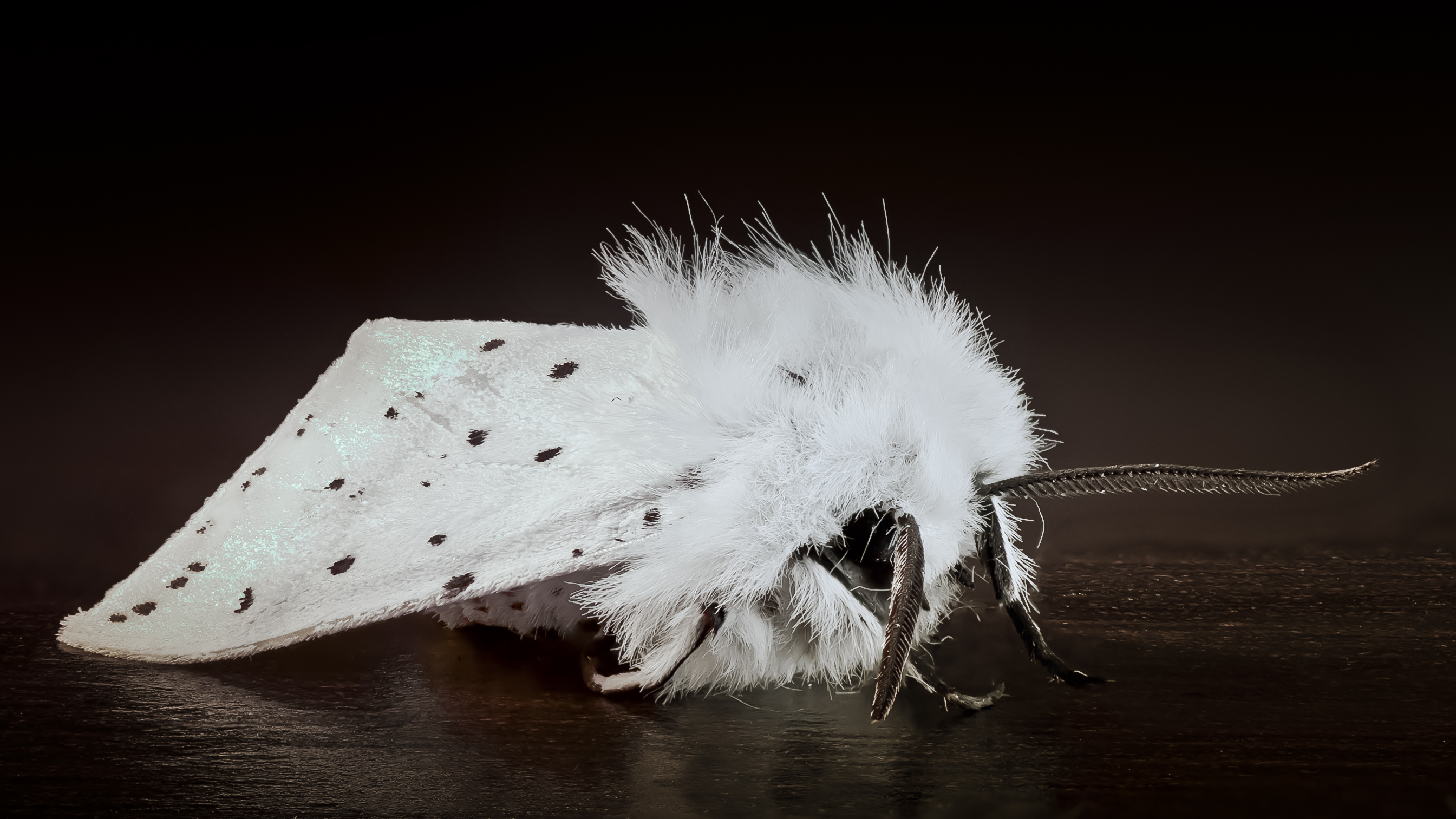
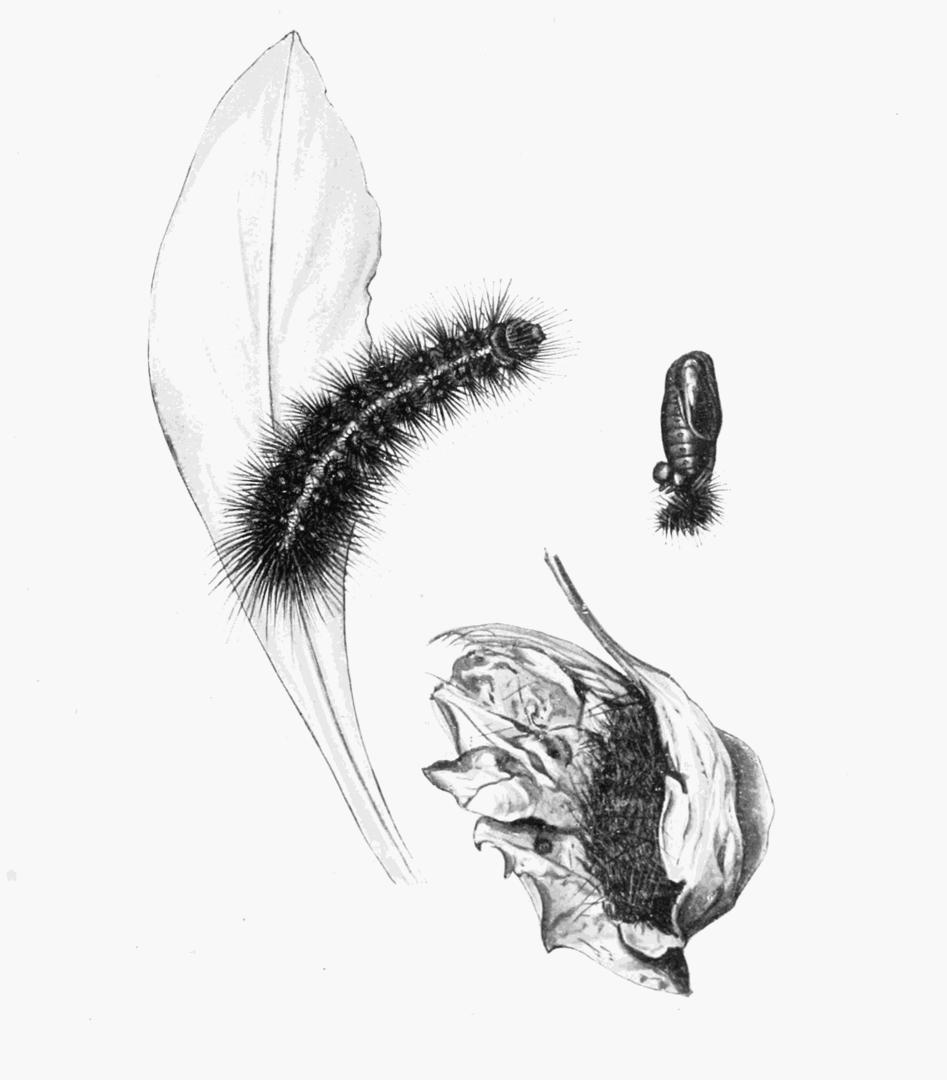
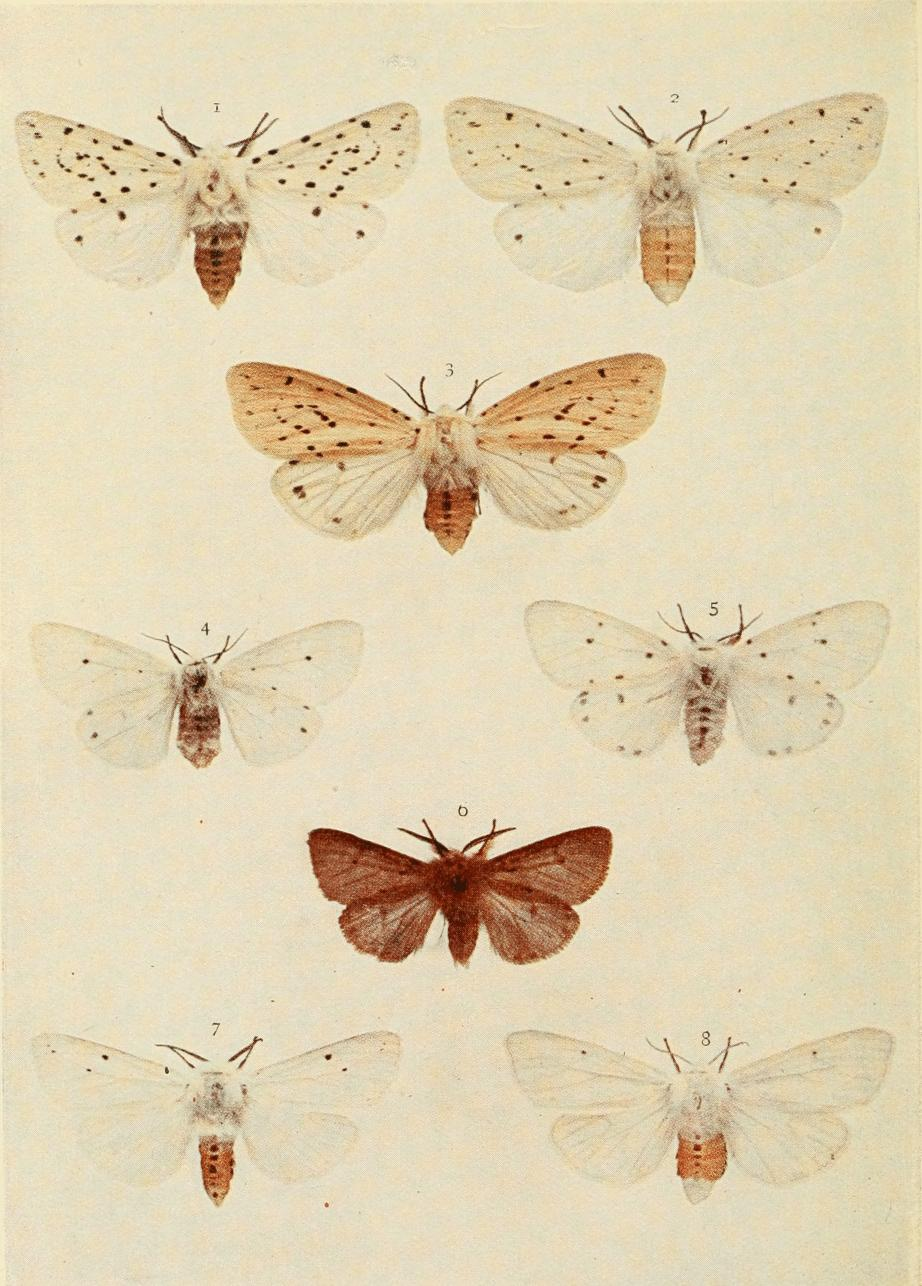